# بيتينا بلانك
بيتينا بلانك (بالألمانية: Bettina Plank)، من مواليد 24 فبراير 1992، هي لاعبة كاراتيه نمساوية، شاركت في عدة مناسبات رياضية وحققت عدة ميداليات، وأهمها تحقيق الميدالية البرونزية في دورة الألعاب الأولمبية الصيفية، والتي استضافتها العاصمة اليابانية طوكيو سنة 2021.